# 安成郡
安成郡，中國古郡名，辖境相当于今天江西省新余市以西袁河流域。

## 建置沿革
东吴宝鼎二年（267年），分豫章郡、廬陵郡、長沙郡立安成郡，隸楊州。安成郡領七縣：平都、宜春、新渝、永新、安成、萍鄉、廣興。晉武帝太康元年（280年）滅吳，安成郡改隸荊州，改安成縣為安復縣。晉惠帝元康元年（291年），安成郡改隸江州。晉孝武帝時，改宜春縣為宜陽縣。
治所在平都县（今江西安福县东南六十里洋口、城田一带，后徙今安福县）。辖境相当今江西新余以西的袁水流域和永新、安福等县地。隋文帝開皇九年（589年）滅陳，廢安成郡，其地屬吉州。

## 人口
- 晉武帝太康三年（282年），安成郡有3000戶。[1]
- 宋孝武帝大明八年（464年），安成郡有6116戶，50323口。[2]

## 行政長官

### 安成太守（267年—403年）
- 虞潭，字思奧，會稽餘姚人，晉懷帝永嘉五年（311年）領。[4]
- 郭察，晉懷帝永嘉五年（311年）被殺。[5]
- 王籍之，琅邪臨沂人，晉明帝太宁二年（324年）離任。[4]
- 庾願，東晉時在任。[6]
- 顏謙，琅邪臨沂人，東晉時在任。[6]
- 傅瑗，北地靈州人，東晉時在任。[7]
- 王鎮之，字伯重，琅邪臨沂人，晉安帝時在任。[8]

### 安成相（406年—約460年）
- 謝瞻，字宣遠，陳郡陽夏人，晉安帝時在任。[9]
- 沈邵，字道輝，吳興武康人，宋文帝元嘉二十二年（445年）到二十六年（449年）在任。[10]
- 臧眇之，东莞莒人，宋孝武帝孝建元年（454年）由臧質任命。[11]
- 沈僧榮，吳興武康人，宋孝武帝孝建元年（454年）出任。[11]

### 安成太守（約460年—471年）
- 劉襲，彭城人，宋明帝泰始二年（466年）離任。[12]
- 陸澄，字彥淵，吳郡吳人，宋明帝泰始六年（470年）除，未拜。[13]

### 安成內史（471年—477年）
- 張欣華，竟陵人，宋後廢帝時在任。[14]

### 安成太守（477年—479年）
- 陳猛，吳興長城人，宋時在任。[15]

### 安成內史（479年—550年代）
- 謝蘥，字義潔，陳郡陽夏人，齊高帝時在任。[16]
- 王珍國，字德重，沛國相人，齊武帝時在任。[17]
- 范岫，字懋賓，濟陽考城人，齊明帝時在任。[18]
- 范僧簡，齊和帝中兴元年（501年）出任，城陷被殺。[19]
- 劉希祖，齊東昏侯永元三年（501年）出任，兵敗以郡降。[19]
- 王神念，太原祁人，梁武帝天監七年（508年）出任。[20]
- 蕭說，梁武帝天監八年（509年）委郡東奔。[21]
- 傅昭，字茂遠，北地靈州人，梁武帝天監十一年（512年）到十二年（513年）在任。[18]
- 褚翔，字世舉，河南陽翟人，梁武帝時在任。[22]
- 王僉，字公會，琅邪臨沂人，梁武帝大同中在任。[23]
- 袁士俊，陳郡陽夏人，梁武帝時在任。[24]
- 王褒，字子淵，琅邪臨沂人，梁武帝太清中據郡抗擊侯景，太清五年（551年）離任。[22]

### 安成內史（559年—569年）
- 劉士京，陳文帝天嘉三年（562年）離任。[25]
- 闕慎，陳文帝天嘉三年（562年）出任。[25]
- 楊文通，陳廢帝光大元年（567年）被殺。[26]

### 安成太守（569年—589年）
- 荀法尚，潁川潁陰人，陳後主時在任。[27]
- 任瓘，陳後主禎明三年（589年）降隋。[28]

## 國主

### 楚安成國（403年—404年）
| 安成國（403年—404年） |          |    |      |             |          |
| 代數                  | 封爵     | 謚 | 姓名 | 在位時間    | 備註     |
| 1                     | 安成郡王 |    | 桓脩 | 403年—404年 | 桓溫弟子 |

### 晉宋安成國（406年—約460年）
| 安成國（406年—約460年）      |              |        |        |             |          |
| 以匡復晉室之功封，食邑3000戶 |              |        |        |             |          |
| 代數                         | 封爵         | 謚     | 姓名   | 在位時間    | 備註     |
| 1                            | 安成郡開國公 | 忠肅公 | 何無忌 | 406年—410年 |          |
| 2                            | 安成郡開國公 |        | 何邕   |             | 何無忌子 |
| 3                            | 安成郡開國公 | 荒公   | 何勗   | 宋文帝時    | 何無忌子 |
| 4                            | 安成郡開國公 |        | ？     | ？—約460年  |          |
| 降封萍鄉縣開國侯             |              |        |        |             |          |

### 南朝宋安成國（471年—477年）
| 安成國（471年—477年）丨食邑3000戶 |          |    |      |             |              |
| 代數                              | 封爵     | 謚 | 姓名 | 在位時間    | 備註         |
| 1                                 | 安成郡王 |    | 劉準 | 471年—477年 | 宋明帝第三子 |

### 南朝齊安成國（479年—502年）
| 安成國（479年—502年）丨食邑2000戶 |          |      |        |             |              |
| 代數                              | 封爵     | 謚   | 姓名   | 在位時間    | 備註         |
| 1                                 | 安成郡王 | 恭王 | 蕭暠   | 479年—491年 | 齊高帝第六子 |
| 2                                 | 安成郡王 |      | 蕭子某 | ？—502年    | 蕭暠子       |

### 南朝梁安成國（502年—587年）
| 安成國（502年—587年）\|食邑2000戶 |          |      |      |             |              |
| 代數                              | 封爵     | 謚   | 姓名 | 在位時間    | 備註         |
| 1                                 | 安成郡王 | 康王 | 蕭秀 | 502年—518年 | 梁文帝第七子 |
| 2                                 | 安成嗣王 | 煬王 | 蕭機 | 520年—528年 | 蕭秀子       |
| 3                                 | 安成蕃王 |      | 蕭操 |             | 蕭機子       |
| 4                                 | 安成蕃王 |      | ？   |             |              |
| 5                                 | 安成蕃王 |      | 蕭欣 | 555年—584年 | 蕭操弟       |

### 南朝陳安成國（559年—569年）
| 安成國（559年—569年）丨食邑2000戶→3000戶 |          |    |      |             |              |
| 代數                                     | 封爵     | 謚 | 姓名 | 在位時間    | 備註         |
| 1                                        | 安成郡王 |    | 陳頊 | 559年—569年 | 陳道譚第二子 |